# The Forgotten
The Forgotten er en amerikansk tv-serie, der havde premiere den 22. september 2009 på ABC. 9. november 2009, beordrede ABC yderligere fem episoder af serien, hvilket bringer den første sæson samlede til atten episoder. Det blev rapporteret den 14. maj 2010, at den 9 marts 2010 episode ville blive seriens sidste episode.
The Forgotten sendes i Danmark på Kanal 5

## Handling
En gruppe af dedikerede, amatør detektiver, medlemmerne af Forgotten Network (også nævnt, i pilot, som Identity Network) forsøger at rekonstruere disse John og Jane Does liv fra, ud fra hvad end små stykker af beviser der er tilbage, og derved finde frem til John eller Jane Does identitet.

## Rolleliste
- Christian Slater som Alex Donovan
- Heather Stephens som Lindsey Drake
- Michelle Borth som Candace Butler
- Anthony Carrigan som Tyler Davies
- Bob Stephenson som Walter Bailey
- Rochelle Aytes som Grace Russell
- Elisha Cuthbert som Maxine Denver (episode 12–17)